# Karl Schneider (Sänger, 1822)
Karl Schneider (auch Carl Schneider, * 1822 in Strehlen, Kreis Strehlen, Provinz Schlesien; † 3. Januar 1882 in Köln) war ein deutscher Sänger der Stimmlage Tenor und Gesangspädagoge.

## Leben und Werk
Karl Schneider hatte 1844 sein Bühnendebüt am Stadttheater in Dessau. Er wirkte dann bis 1871 an verschiedenen Stadttheatern in Deutschland und diese Phase abschließend in Rotterdam: Von 1845 bis 1847 am Stadttheater in Leipzig, von 1847 bis 1851 am Hoftheater in Weimar, von 1851 bis 1856 erneut am Stadttheater in Leipzig, 1857 am Stadttheater in Stettin, 1858 am Stadttheater in Frankfurt am Main, von 1859 bis 1862 am Hoftheater in Wiesbaden und von 1862 bis 1871 am Deutschen Theater in Rotterdam. 1872 wurde er als Gesangslehrer und Professor an das Kölner Konservatorium berufen. In den 1850er und 1860er Jahren war er an nahezu allen führenden deutschen Opernbühnen wie an der Hofoper Berlin und am Mannheimer Hoftheater bei Gastspielen präsent.
Karl Schneider galt als herausragender Interpret von Oratorienpartien. Als Sänger wurde er in Johann Sebastian Bachs Matthäuspassion in der Rolle des Evangelisten aufs höchste geschätzt. In seinem Bühnenrepertoire waren vor allen Dingen lyrische Tenorpartien wie der Belmonte aus der Entführung aus dem Serail oder der Tamino aus der Zauberflöte vertreten.